# 음악의 세계
《음악의 세계》(영어: Make Mine Music)는 월트 디즈니 피처 애니메이션이 제작한 1946년 미국 만화 영화이다.

## 영화 부분
이 영화는 총 10개의 부분으로 나뉘어져 있다.

### 마틴스 & 코이스
인기 라디오 보컬 그룹 킹스 맨이 산속에서 햇필드-맥코이 불화 스타일의 불화 이야기를 노래한다. 양쪽 집안의 젊은 남녀인 그레이스 마틴과 헨리 코이가 우연히 사랑에 빠지면서 불화는 해소된다.
이 부분은 총기 폭력 묘사에 대한 반대로 인해 나중에 이 영화의 미국 비디오 출시에서 검열되었다.

### 블루 바이유
이 부분은 원래 환타지아를 위해 의도되었던 애니메이션을 클로드 드뷔시의 베르가마스크 모음곡 중 클레르 드 륀 음악(지휘: 레오폴드 스토코프스키)과 함께 사용했다. 달빛이 비치는 밤에 에버글레이즈를 날아다니는 두 마리의 왜가리를 묘사했다. 그러나 Make Mine Music이 개봉될 무렵 클레르 드 륀은 켄 Darby Singers가 부른 새로운 노래 Blue Bayou로 대체되었다. 그러나 이 부분의 원본 버전은 여전히 남아 있다.

### 모든 고양이들이 합류하다
이 부분은 베니 굿먼과 그의 오케스트라가 기여한 두 부분 중 하나였다. 그들의 음악은 애니메이터의 연필로 그려진 영상 위에 연주되었다. 이 장면은 1940년대의 힙스터 십대들이 대중음악에 휩쓸리는 모습을 묘사했다. 이 부분에는 약간의 여성 노출 장면이 포함되어 있었는데, 미국과 영국 DVD 출시에서는 편집되었지만, 일본 홈 비디오 출시에서는 손상되지 않고 무삭제로 포함되었다.

### 너 없이
이 부분은 앤디 러셀이 부른 잃어버린 사랑에 대한 발라드이다.

### 야구의 케이시
이 부분에는 제리 콜로너가 등장하여, 낭독으로 어니스트 세이어의 "야구의 케이시"라는 시를 읊었다. 이 시는 오만함이 자신의 몰락을 가져온 건방진 야구 선수에 대한 이야기이다. 배경은 1902년 Mudville 마을이다. 몇몇 순간은 과장되거나 변경되었고 음악이 추가되었다. 이 부분의 속편인 Casey Bats Again은 1954년 6월 18일 극장 단편으로 개봉되었다.

### 두 실루엣
이 부분에는 로토스코프 처리된 실사 발레 무용수 데이비드 리친과 타니아 리아부친스카야가 애니메이션 배경과 인물과 함께 실루엣으로 움직이는 모습이 담겼다. 무용수들은 또한 실루엣으로 된 두 명의 푸토와 함께 한다. 디나 쇼어가 주제가를 불렀다.

### 피터와 늑대
"피터와 늑대" 부분은 세르게이 프로코피예프의 1936년 음악 구성을 애니메이션으로 극화한 것으로, 배우 스털링 홀러웨이의 내레이션이 곁들여진다. 피터라는 이름의 러시아 소년이 동물 친구들인 새 사샤, 오리 소냐, 고양이 이반과 함께 늑대를 사냥하기 위해 숲으로 나선다. 프로코피예프의 작품처럼 각 인물은 특정 음악 반주로 표현된다: 피터는 현악 사중주, 사샤는 플루트, 소냐는 오보에, 이반은 클라리넷, 할아버지는 바순, 사냥꾼은 총 소리로 팀파니, 그리고 사악한 늑대는 주로 호른과 심벌즈로 표현된다.

### 당신이 가고 나면
이 부분에는 다시 베니 굿먼과 굿먼 사중주단(테디 윌슨, 코지 콜 및 시드 와이스)이 의인화된 여섯 악기(피아노, 베이스, 스네어 및 베이스 드럼, 심벌즈 및 클라리넷)로 등장하여 음악 놀이터를 행진한다.

### 조니 페도라와 앨리스 블루보닛
이 부분은 뉴욕의 백화점 창가에서 사랑에 빠진 두 모자에 대한 로맨틱한 이야기를 들려준다. 앨리스 블루보닛이 팔리자, 조니 페도라는 그녀를 다시 찾는 데 전념한다. 그들은 결국 순전히 우연히 다시 만나 나란히 행복하게 살게 된다. 앤드루스 시스터스가 보컬을 맡았다. 다른 부분들과 마찬가지로, 나중에 극장 개봉되었다. 1954년 5월 21일에 개봉되었다.

### 피날레: 메트에서 노래하고 싶었던 고래
영화의 마지막 부분인 피날레는 놀라운 음악적 재능을 가진 향고래(윌리라는 이름)와 그랜드 오페라를 부르고 싶다는 그의 꿈에 대한 애틋한 이야기이다. 오페라 고래에 대한 소문이 도시 전역에 퍼지지만, 겉으로는 거짓으로 드러난다. 그래서 근시안적인 흥행주 테티-타티는 고래가 오페라 가수를 삼켰다고 믿는다. 그는 요나의 이야기를 연구한 후에 이러한 결론을 내린다.
테티-타티는 존재하지 않는 그의 먹이를 "구출"하기 위해 바다로 나선다고 신문이 보도한다. 윌리의 갈매기 친구 화이티는 윌리에게 신문을 흥분하여 가져다주고, 그의 친구들은 모두 이것이 그의 큰 기회라고 믿는다. 그래서 그는 배를 만나 테티-타티를 위해 노래하기 위해 나간다. 그는 그들을 발견하고, 윌리가 노래하는 것을 듣자 테티-타티는 윌리가 한 명이 아니라 세 명의 가수(그는 세 개의 구개수를 가지고 있으며, 각각 다른 음역대; 테너, 바리톤, 베이스를 가지고 있기 때문)를 삼켰다고 믿게 되고, 세 명의 선원과 함께 배에서 작살로 그를 쫓는다. 고래가 노래하는 것을 듣자 선원들은 고집스럽고 망상에 사로잡힌 테티-타티가 고래를 죽이는 것을 막으려 한다. 그들은 그가 노래하는 것을 계속 듣고 싶어하며, 심지어 테티-타티를 깔아뭉개는 지경에 이른다. 이어서 윌리가 메트 무대에서 오페라를 공연하는 미래 경력을 보여주는 몽타주가 이어지며, 테티-타티가 마침내 설득된 모습이 나타난다. 결국, 테티-타티가 윌리를 작살로 찔러 죽이는 데 성공하면서 현실이 닥치지만, 내레이터는 윌리의 목소리(이제 천 개로, 각각 이전보다 더 황금빛)가 천국에서 계속 노래할 것이며, 역설적으로 결국 그의 꿈을 이루게 될 것이라고 설명한다. 마지막 장면은 "매진" 표지판이 있는 진주 문이다. 넬슨 에디가 이 부분의 모든 목소리를 내레이션하고 연기했다. 고래 윌리로서 에디는 Shortnin' Bread, 세비야의 이발사의 "Largo al factotum", 도니체티의 오페라 람메르무어의 루치아의 육중주 첫 부분에 나오는 세 남성 목소리 전체, 그리고 프리드리히 빌헬름 리제 오페라 마르타의 Mag der Himmel Euch Verbegen 등을 불렀다.
커튼이 닫히면서 영화는 끝난다.

## 출연

### 주연
- 베니 굿맨
- 스테링 할러웨이
- 다이나 쇼어
- 넬슨 에디
- 앤드류스 시스터스
- 앤디 러셀
- 제리 콜로너

## 기타
- 제작감독: 조 그랜트

## 음악
- "The Martins and the Coys"
- "Blue Bayou"
- "All the Cats Join In"
- "Bis ans Ende der Welt"
- "Casey at the Bat"
- "Two Silhouettes"
- "Peter and the Wolf"
- "After You've Gone"
- "Johnnie Fedora and Alice Bluebonnet"
- "The Whale Who Wanted to Sing at the Met"
- "Tres Palabras"

## 같이 보기
- 월트 디즈니 픽처스의 영화 목록